# SM UB-60
SM UB-60 – niemiecki okręt podwodny z okresu I wojny światowej, jedna z 96 zbudowanych jednostek typu UB III.
Okręt miał wyporność 508 ton w położeniu nawodnym i 639 ton pod wodą, a jego główną bronią było 10 torped o kalibrze 500 mm wystrzeliwanych z pięciu wyrzutni. Napędzana silnikami wysokoprężnymi i elektrycznymi jednostka rozwijała prędkość 13,3 węzła na powierzchni i 8 węzłów w zanurzeniu, osiągając zasięg nawodny wynoszący 8420 Mm przy prędkości 6 węzłów (i 55 Mm przy prędkości 4 węzłów pod wodą).
UB-60 został zwodowany 14 kwietnia 1917 roku w stoczni Vulcan w Hamburgu, a do służby w Kaiserliche Marine wcielono go 6 czerwca 1917 roku. Przez cały okres wojny pełnił służbę jako jednostka szkolna. SM UB-60 został poddany Wielkiej Brytanii w listopadzie 1918 roku w wyniku podpisania rozejmu w Compiègne, a następnie złomowany w 1921 roku.

## Projekt i budowa
Wydane w kwietniu 1915 roku przez Inspektorat U-Bootów memorandum wzywało kierownictwo Cesarskiej Marynarki Wojennej do zaprojektowania i budowy uproszczonego typu okrętu podwodnego, który miał zostać wykorzystany w działaniach blokadowych Wielkiej Brytanii. Budowa dużych, oceanicznych okrętów podwodnych trwała zbyt wiele czasu, podobnie jak produkcja używanych do ich napędu silników wysokoprężnych o dużej mocy. Konsekwencją był duży niedobór jednostek tej klasy w niemieckiej flocie. Wznowienie na początku 1916 roku nieograniczonej wojny podwodnej sprawiło, że konieczne stało się opracowanie średniej wielkości okrętu podwodnego uzbrojonego w torpedy, który można było szybko zbudować. Przybrzeżne okręty typu UB II były zbyt słabo uzbrojone i miały niewystarczający zasięg, przez co ich użycie ograniczone było przeważnie do wód Morza Północnego i kanału La Manche, natomiast nowo projektowane torpedowe okręty podwodne musiały być zdolne do operowania wokół Wysp Brytyjskich i na Morzu Śródziemnym. Zrezygnowano z wcześniejszego schematu prostych jednostek jednokadłubowych z zewnętrznymi zbiornikami balastowymi na rzecz konstrukcji dwukadłubowej.
Projekt nowego okrętu podwodnego średniej wielkości oparto na konstrukcji udanych podwodnych stawiaczy min typu UC II. Dziobowej części okrętu nadano nowy profil, a szyby minowe zastąpiono przedziałem torpedowym z czterema wewnętrznymi wyrzutniami torped; powiększono również wyposażony w dwa peryskopy kiosk. Znacznie zwiększono moc silników spalinowych i elektrycznych, jak i pojemność zbiorników paliwa, jednak odbyło się to kosztem zmniejszenia o 40% wielkości baterii akumulatorów i o blisko 30% ich pojemności w stosunku do SM U-16, przez co spadła prędkość podwodna i zasięg. Okręty charakteryzowały się doskonałą manewrowością i krótkim czasem zanurzania, wynoszącym 30 sekund. Budowa okrętów o nadanym przez Inspektorat U-Bootów numerze projektu 44, zwanych później typem UB III, miała rozpocząć się po zrealizowaniu przez stocznie kontraktów na budowę jednostek typu UB II i UC II, czyli najwcześniej wiosną 1917 roku.
SM UB-60 zamówiony został 20 maja 1916 roku jako jednostka z liczącej 24 jednostki I serii okrętów typu UB III . Powstał w stoczni Vulcan w Hamburgu jako jeden z 26 okrętów typu UB III zbudowanych w tej wytwórni . UB-60 otrzymał numer stoczniowy 85 (Werk 85)  . Stępkę okrętu położono w 1916 roku , a zwodowany został 14 kwietnia 1917 roku. Koszt budowy okrętu wyniósł 3 mln 279 tys. marek.

## Dane taktyczno-techniczne

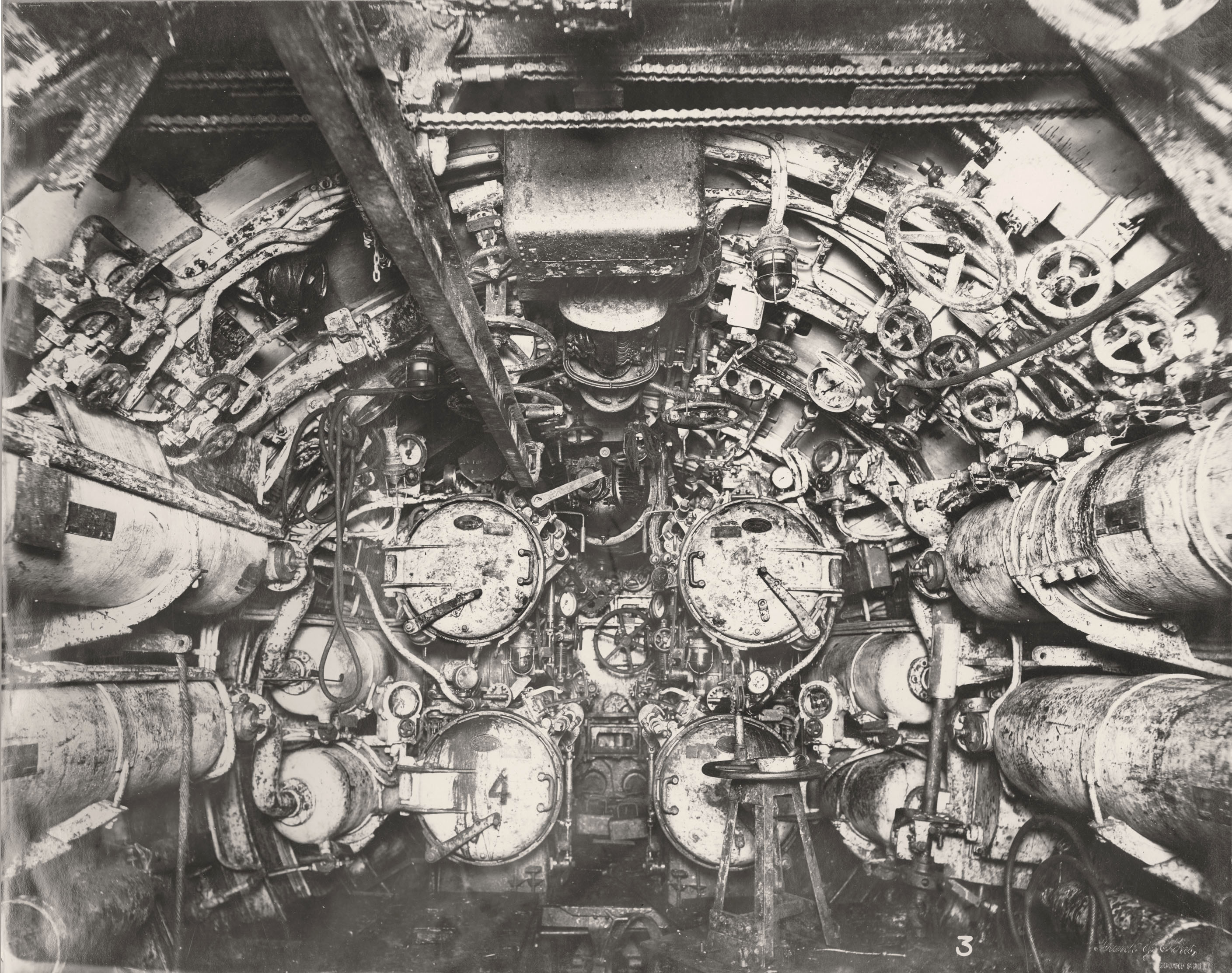
Wnętrze przedziału torpedowego siostrzanego okrętu SM UB-110

SM UB-60 był średniej wielkości okrętem podwodnym o konstrukcji dwukadłubowej. Długość całkowita wynosiła 55,52 metra, szerokość 5,76 metra i zanurzenie 3,7 metra. Kadłub sztywny miał 40,1 metra długości i 3,9 metra szerokości . Podzielony był grodziami na następujące przedziały (od dziobu): przedział torpedowy, pomieszczenia załogi, centrala, pomieszczenia załogi, przedział silników spalinowych, przedział silników elektrycznych oraz rufowy przedział torpedowy. Wysokość (od stępki do szczytu kiosku) wynosiła 8,25 metra . Dziób jednostki przystosowany był do przecinania sieci przeciwpodwodnych. Wyporność w położeniu nawodnym wynosiła 508 ton, a w zanurzeniu 639 ton.
Okręt napędzany był na powierzchni przez dwa 6-cylindrowe, czterosuwowe silniki wysokoprężne MAN S6V35/35 o łącznej mocy 809 kW (1100 KM) przy 450 obr./min, zaś pod wodą poruszał się dzięki dwóm silnikom elektrycznym SSW o łącznej mocy 580 kW (788 KM) przy 362 obr./min. Dwa wały napędowe obracały dwie śruby o średnicy 1,4 metra każda. Jednostka wyposażona była w dwa stery kierunku i dwa podwójne stery głębokości. Okręt osiągał prędkość 13,3 węzła na powierzchni i 8 węzłów w zanurzeniu. Zasięg wynosił 8420 Mm przy prędkości 6 węzłów w położeniu nawodnym oraz 55 Mm przy prędkości 4 węzłów pod wodą. Zbiorniki mieściły 68 ton paliwa , a energia elektryczna magazynowana była w dwóch bateriach akumulatorów po 62 ogniwa, zlokalizowanych pod przednim i tylnym pomieszczeniem mieszkalnym załogi. Dopuszczalna głębokość zanurzenia wynosiła 75 metrów , zaś czas wykonania manewru zanurzenia 30 sekund.
Głównym uzbrojeniem okrętu było pięć wewnętrznych wyrzutni torped kalibru 500 mm: cztery dziobowe i jedna na rufie, z łącznym zapasem 10 torped. Broń artyleryjską stanowiło umieszczone przed kioskiem działo pokładowe kalibru 8,8 cm TK C/08 L/30, z zapasem amunicji wynoszącym od 160 do 296 naboi . Okręt wyposażony był w dwa peryskopy: wachtowy i bojowy. Wyposażenie ratownicze stanowiła umieszczona na pokładzie łódź ratunkowa.
Załoga okrętu składała się z trzech oficerów oraz 31 podoficerów i marynarzy.

## Służba
SM UB-60 został wcielony do służby w Kaiserliche Marine 6 czerwca 1917 roku . Od 6 czerwca do 1 lipca 1917 roku dowódcą jednostki był por. mar. (niem. Oberleutnant zur See) Peter Ernst Eiffe . Okręt przez cały okres wojny pełnił służbę jako jednostka szkolna . Po zakończeniu działań wojennych, w myśl postanowień rozejmu w Compiègne, SM UB-60 został 26 listopada 1918 roku poddany Wielkiej Brytanii. Podczas rejsu na Wyspy Brytyjskie okręt osiadł na mieliźnie u wschodnich wybrzeży Anglii, a w 1921 roku jego wrak został rozebrany na złom .